# Zingiber viridiflavum
Zingiber viridiflavum là một loài thực vật có hoa trong họ Gừng. Loài này được John Donald Mood và Ida Theilade miêu tả khoa học đầu tiên năm 1999.

## Mẫu định danh
Mẫu định danh: Mood J.D. 342; thu thập ngày 30 tháng 8 năm 1991 ở cao độ 550 m, tọa độ 5°45′0″B 116°29′59″Đ / 5,75°B 116,49972°Đ, Kallang, dãy núi Crocker, bang Sabah, Malaysia. Mẫu holotype được lưu giữ tại Đại học Aarhus, Đan Mạch (AAU):
Các paratype bao gồm: Mood J.D. 228A, Mood J.D. 311, Mood J.D. 313, Mood J.D. 341, Mood J.D. 445, Mood J.D. 739, Mood J.D. 978 và Theilade I. 67 đều thu thập tại bang Sabah, Malaysia.

## Phân bố
Loài này có trên đảo Borneo, tại bang Sabah (bao gồm dãy núi Crocker, bồn địa Labang, Poring, cận kề Sandakan), Malaysia. Loại cây thảo này có các chồi lá cao tới 1,5-1,8 m, được ghi nhận ở cao độ 100–900 m trong các rừng mưa nguyên sinh vùng đất thấp.

## Mô tả
Cụm hoa hình thoi thanh mảnh với các lá bắc màu vàng-xanh lục.